# Comuna Zaițeve, Sînelnîkove
Zaițeve (în ucraineană Зайцеве) este o comună în raionul Sînelnîkove, regiunea Dnipropetrovsk, Ucraina, formată din satele Kalînivka, Krasne, Oceretuvate, Ternove și Zaițeve (reședința).

## Demografie
Componența lingvistică a satului Zaițeve
     Ucraineană (94,75%)
     Rusă (5,12%)
     Alte limbi (0,06%)
Conform recensământului din 2001, majoritatea populației satului Zaițeve era vorbitoare de ucraineană (94,75%), existând în minoritate și vorbitori de rusă (5,12%).